# 第46独立空中強襲旅団 (ウクライナ空中機動軍)
第46独立空中機動旅団「ポディリスク」（だい46どくりつくうちゅうきどうりょだん「ぽでぃりすく、ウクライナ語: 46-та окрема аеромобільна бригада «Подільська»）は、ウクライナ空中機動軍の旅団。空中機動軍司令部隷下。

## 概要

### ドンバス戦争

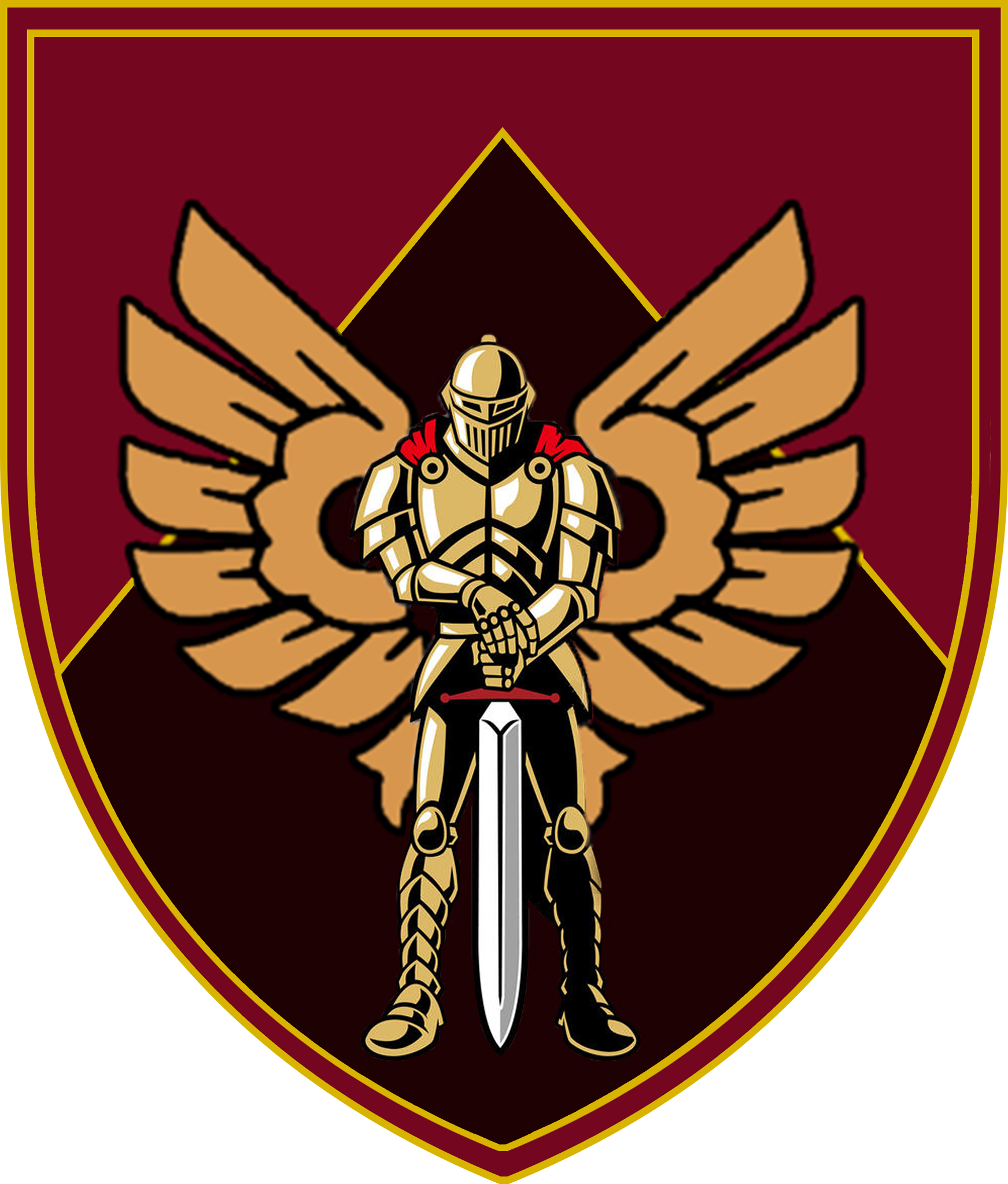
第46独立空中強襲旅団章

2016年12月23日、ドンバス戦争の影響に伴い、第46独立空中強襲旅団としてポルタヴァ州で創設された。
2017年1月からドンバス戦争で東部ドネツィク州、ルハーンシク州に配備された。

### ロシアのウクライナ侵攻
2022年2月24日、ロシアのウクライナ侵攻後に定員割れで実戦配備可能な部隊が1個大隊だけだったことが判明し、イギリスが提供する軍事訓練プログラムの第一陣として、イギリスで新兵訓練を受けて再編された。同時にソ連製の装備からNATO加盟国供与の装備に更新された。

#### 南部・ヘルソン戦線

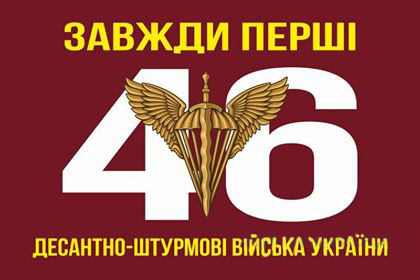
第46旅団旗

2022年8月、南部ヘルソン州ベリスラウ地区に配備され、ベリスラウ方面で攻勢を開始し、ダヴィディウ・ブリド、ベリスラウ、ヘルソンを解放して11月にロシア軍はドニエプル川西岸から撤退した。
2022年11月、再編で部隊の実態が重装備の空中強襲部隊よりも軽装備の空中機動部隊に近かったことから、第46独立空中機動旅団に改称された。
2022年12月6日、ウォロディミル・ゼレンスキー大統領より、勇気と勇敢さに対する栄誉賞を授与された。

#### 東部・バフムート戦線
2022年12月、激戦地の東部ドネツィク州バフムート地区に再配置され、バフムート市内を防御した。同月に第77独立空中機動旅団と共にバフムート北のソレダルを防御し、ワグネル・グループとの戦闘で戦死者数が把握できないほどの激戦となり両軍が大損害を出すも、2023年1月にソレダルは陥落した。

#### 南部・ザポリージャ戦線
2023年6月、戦略予備として南部ザポリージャ州ポロヒー地区に再配置され、8月にオリヒウ方面に展開した。

#### 東部・アウディーイウカ戦線
2023年12月、激戦地の東部ドネツィク州ポクロウシク地区に再配置され、第79独立空中強襲旅団の救援でマリンカ方面に展開した。
2025年4月29日、名誉称号「ポディリスク」を授与された。

## ギャラリー

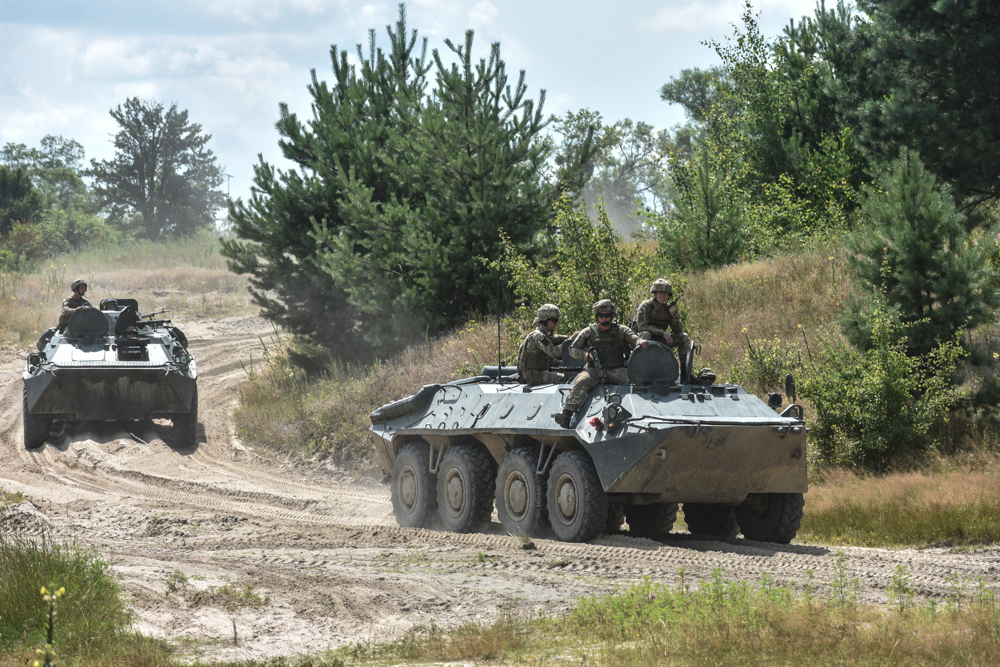
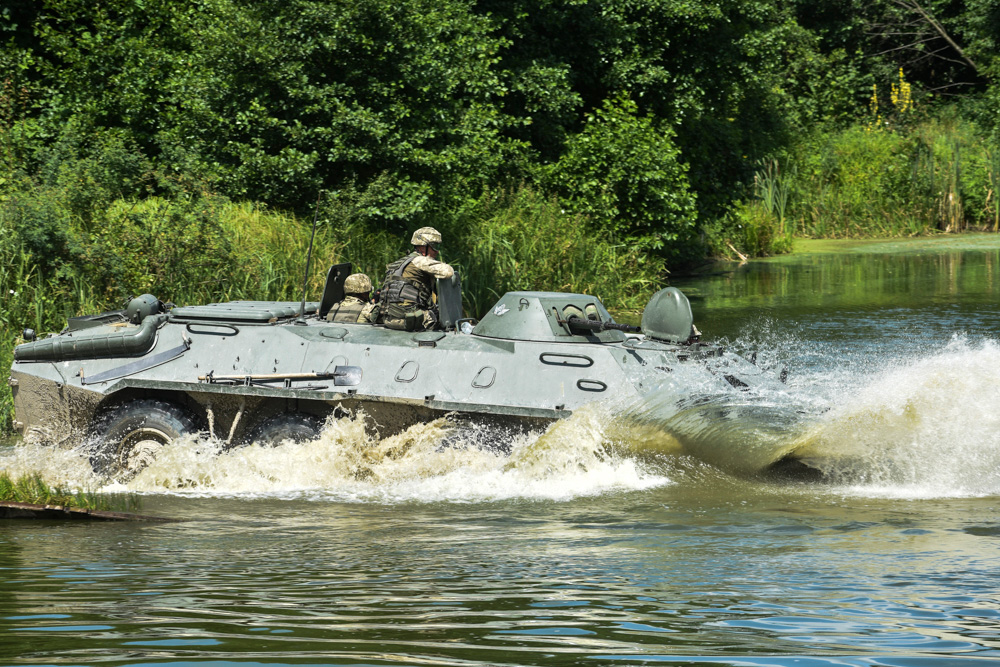
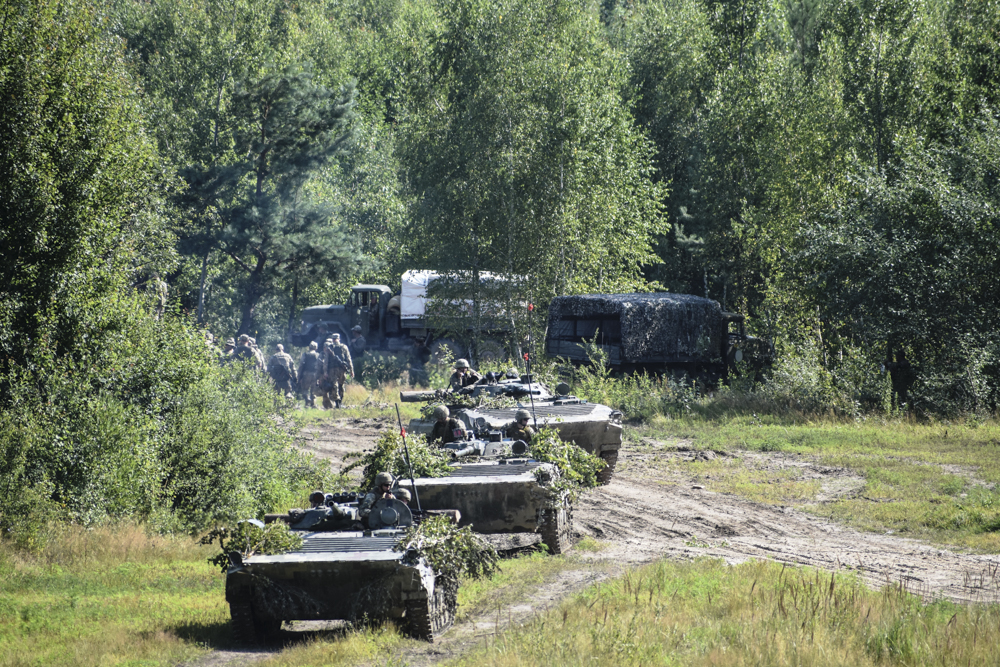
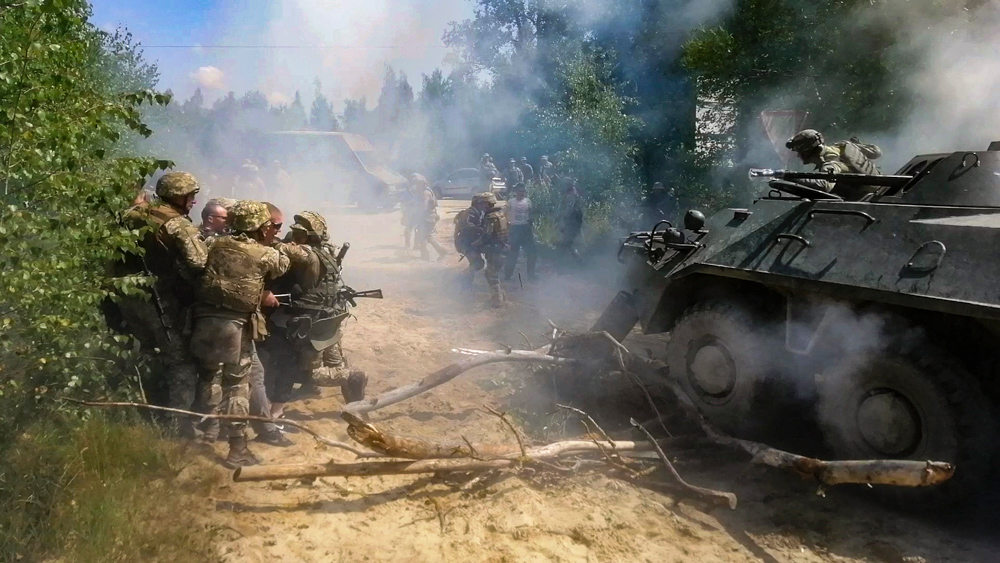

## 編制
- 旅団司令部（ポルタヴァ）
- 第1空中機動大隊
- 第2空中機動大隊
- 第3空中機動大隊
- 第4空中機動大隊
- 旅団砲兵群
  - 本部中隊
  - 自走砲大隊
  - 榴弾砲大隊
  - ロケット砲大隊
- 防空大隊

- 偵察中隊
- 工兵中隊
- 着陸支援中隊
- 整備中隊
- 兵站中隊
- 通信中隊
- NBC防護中隊
- 衛生中隊
- 狙撃小隊
- 無人機中隊 ガルーダ